# لاک‌پشت مشک‌دار معمولی
لاک‌پشت مشک‌دار معمولی یا لاک پشت مشک‌دار شرقی گونه ای از لاک‌پشت‌های کوچک از تیرهٔ لاک‌پشت‌گلیان است. این گونه بومی جنوب شرقی کانادا و بیشتر مناطق شرقی ایالات متحده است.
لاک پشت مشک‌دار شرقی کاملاً آبزی است و بیشتر وقت خود را در آب‌های کم عمق یا در برکه‌ها می‌گذراند. معمولاً فقط جهت تخم‌گذاری به خشکی می‌رود. همچنین گوشتخوار بوده و از انواع بی مهرگان تغذیه می‌کند.

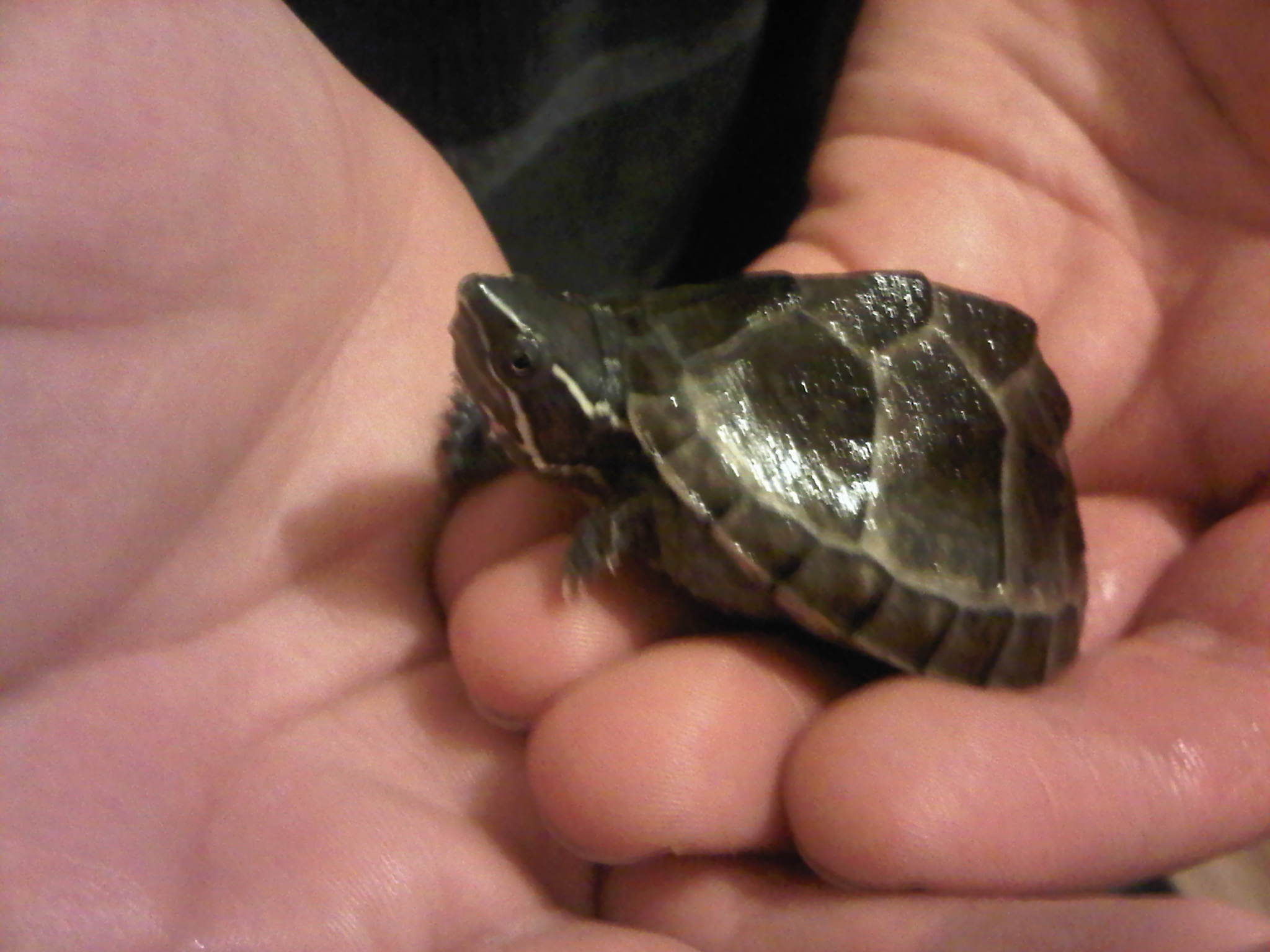
یک لاک‌پشت مشک دار معمولی جوان